# Olbramkostel (nádraží)
Olbramkostel je železniční stanice v jižní části městyse Olbramkostel v okrese Znojmo v Jihomoravském kraji, nedaleko Plenkovického potoka. Leží na neelektrizované jednokolejné trati Znojmo–Okříšky.

## Historie
Nádraží bylo vybudováno jakožto jednopatrová stanice železniční společností Rakouské severozápadní dráhy (ÖNWB) při stavbě trati spojující Vídeň a Berlín, autorem univerzalizované podoby stanic pro celou dráhu byl architekt Carl Schlimp. 23. dubna 1871 byl s místním nádražím uveden do provozu celý nový úsek trasy z Znojma do Jihlavy, odkud mohly vlaky po již dokončené trati pokračovat do Kolína a dále.
Po zestátnění ÖNWB v roce 1908 pak obsluhovala stanici jedna společnost, Císařsko-královské státní dráhy (kkStB), po roce 1918 pak správu přebraly Československé státní dráhy. Teprve později vznikla u budovy dopravní kancelář a přístřešek pro cestující.

## Popis
Nacházejí se zde dvě někrytá jednostranná úrovňová nástupiště, k příchodu na nástupiště slouží přechody přes koleje. Z nádraží je odbočuje jedna vlečka.